# Сан Марино (град)
Сан Марино (итал. Città di San Marino, San Marino) је главни град истоимене Републике Сан Марина, једне од најмањих у Европи. Сан Марино је истовремено и једна од 9 општина у држави.

## Природни услови
Град Сан Марино се налази у средишњем делу Сан Марина и на приближно 20 километара од првог већег града Риминија, који је истовремено и прва најближа тачка на мору граду.
Град се сместио на врху планине Титано, високе 739 m. Овакав несвакидашњи положај омогућава изванредне погледе на околину, посебно на град Римини и и Јадранско море.
Сан Марино је на веома покренутом тлу, па је већи део града без возила.

## Историја
Град Сан Марино је основао Свети Марин са групом хришћанских избеглица 301. године. Они су ту нашли уточиште од римских прогона и тако основали најстарију европску републику. Временом се подручје под управом града проширило на више околних насеља у подножју Монте Титана. То је данашња држава.

## Становништво
| Година       | 1986 | 1996 | 2000 | 2010 | 2013 |
| ------------ | ---- | ---- | ---- | ---- | ---- |
| Становништво | 4179 | 4350 | 4429 | 4294 | 4127 |

Град Сан Марино има 4,5 хиљаде становника (2006) и по томе је он трећи општина по величини у држави, после општина Борго Мађоре и Серавале. Протеклих година број становника у граду опада.

## Знаменитости
Град није познат само по лепим видицима околине, већ и по неколико историјских грађевина:
- Палата Владе (Palazzo dei Capitani),
- Градска већница (Palazzo Pubblico)
- Три куле Сан Марина (Guaita — XI век, са државном галеријом, Cesta — XIII век, где је смештен музеј оружја и музеј Светог Марина, и Montale — XIV век, која није отворена за јавност)

## Партнерски градови
- Раб
- Сан Лео
- Рене

## Галерија
- Цркве светог Марина и светог Петра
- Палацо Публико, градска кућа Сан Марина
- Улазак у стари део Сан Марина